# Edward FitzGerald
Edward FitzGerald, por vezes grafado Fitzgerald (Woodbridge, 31 de Março de 1809 – Merton, Norfolk, 14 de Junho de 1883) foi um poeta inglês, de ascendência irlandesa, que se notabilizou como o primeiro tradutor para uma língua europeia (o inglês) da obra Rubaiyat do poeta e matemático persa Omar Khayyam.